# Sara Watkins
Sara Watkins, född 8 juni 1981 i Vista, Kalifornien, är en amerikansk sångerska, violinist och låtskrivare. 
Watkins inledde sin karriär 1989 i bluegrassgruppen Nickel Creek, i vilken även hennes bror Sean Watkins och mandolinisten Chris Thile ingick. Efter att bandet upplösts 2007 fortsatte hon som soloartist. Hennes självbetitlade debutalbum gavs ut 2009 och producerades av John Paul Jones. Samma år gav hon också ut ett album med supergruppen Works Progress Administration. Under 2011 turnerade hon med bandet The Decemberists. Watkins andra soloalbum Sun Midnight Sun gavs ut 2012.

## Diskografi
Album (solo)
- 2009 – Sara Watkins
- 2012 – Sun Midnight Sun

Singlar (solo)
- 2009 – "Too Much"  (Promo-singel)
- 2012 – "You're The One I Love"  (med Fiona Apple och The Everly Brothers)

Album med Nickel Creek
- 1993 – Little Cowpoke
- 1997 – Here to There
- 2000 – Nickel Creek
- 2002 – This Side
- 2005 – Why Should the Fire Die?

Singlar med Nickel Creek
- 2001 – "The Lighthouse's Tale"
- 2002 – "Reasons Why"
- 2003 – "This Side"
- 2003 – "Speak"
- 2003 – "Smoothie Song"
- 2005 – "When In Rome"